# Myosotis pyrenaica
Myosotis pyrenaica är en strävbladig växtart som beskrevs av Pierre André Pourret de Figeac. Myosotis pyrenaica ingår i släktet förgätmigejer, och familjen strävbladiga växter. Inga underarter finns listade i Catalogue of Life.